# Christoffelkathedraal

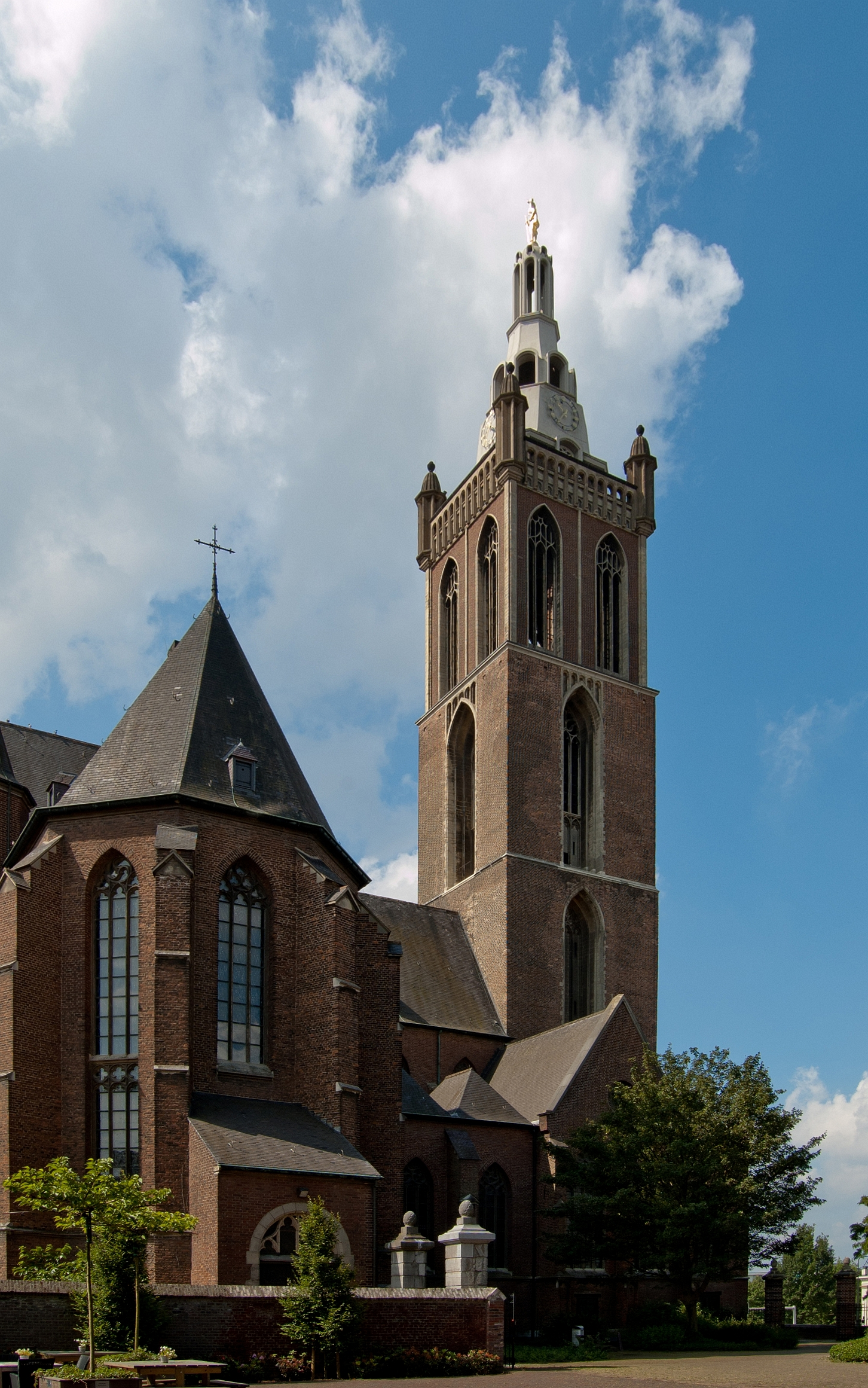
Teilansicht der Nordseite der Kathedrale

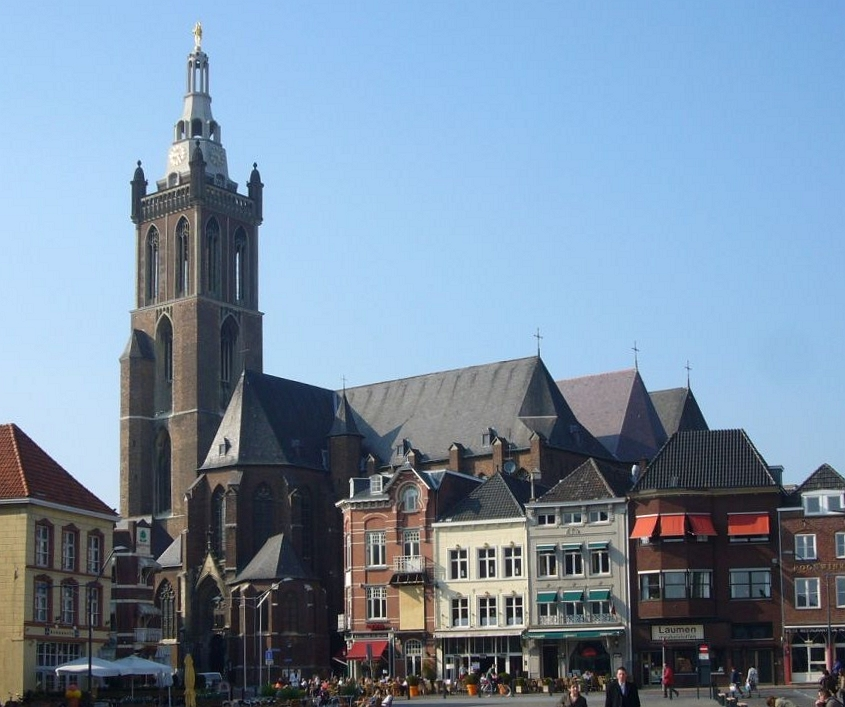
Seitenansicht

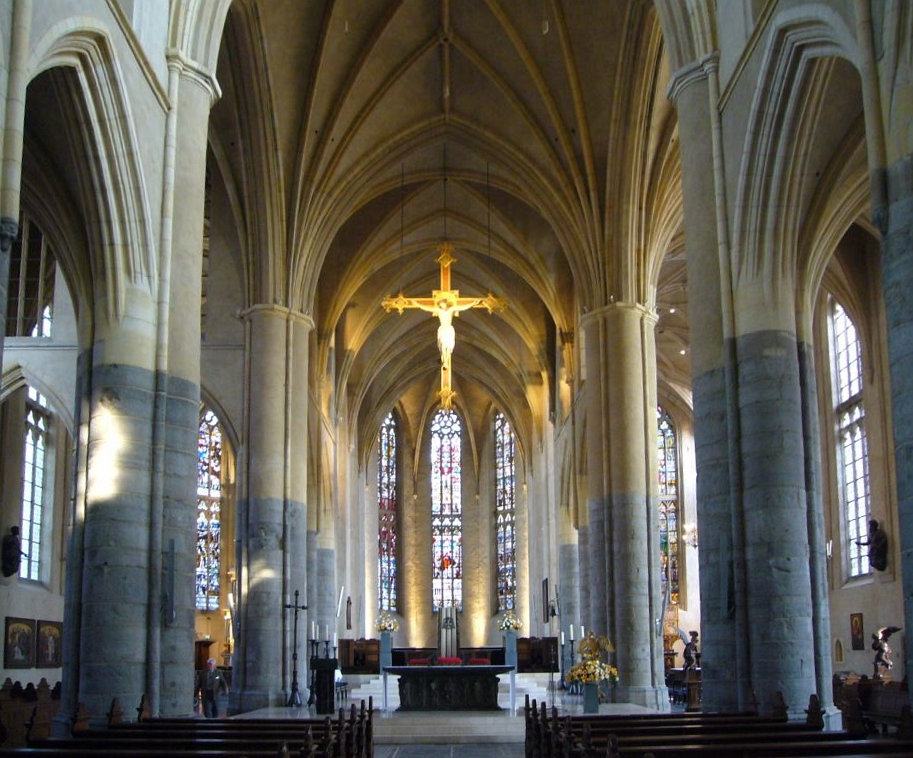
Blick auf Chor und Altar der Kathedrale

Die Christoffelkathedraal in Roermond, Niederlande, ist die Bischofskirche des römisch-katholischen Bistums Roermond. Sie ist dem heiligen Christophorus gewidmet.

## Lage
Die Kathedrale liegt am Marktplatz, in der Nähe der Maas und eines Maas-Altarms, an einer Fußgängerunterführung, die zum Outletcenter führt.

## Geschichte
Mit dem 1410 begonnenen Bau der zunächst als Basilika auf kreuzförmigem Grundriss projektierten Christoffelkerk sollte eine außerhalb der Mauern der Stadt Roermond gelegene ältere Pfarrkirche ersetzt werden. Noch während des 15. Jahrhunderts änderte man die Baupläne; der Chor wurde als dreischiffige Halle fertiggestellt, das Kirchenschiff wurde fünfschiffig ausgeführt.
Die Fertigstellung des Baues erfolgte im Verlaufe des 16. Jahrhunderts. 1661 wurde die Kirche zur Bischofskirche des 1559 eingerichteten Bistums Roermond erhoben.
Im Zweiten Weltkrieg trug die Kirche schwer Schäden davon, als deutsche Truppen am Tag vor der Befreiung der Stadt durch alliierte Truppen den 78 m hohen, in den Westteil des Kirchenschiffes eingebauten Turm sprengten. Der Turm wurde nach dem Krieg in alter Form wiederhergestellt. Das Erdbeben im Raum Roermond im Jahre 1992 führte zu erneuten Schäden. Eine neuerliche, umfassende Renovierung erfolgte in den Jahren 2005 bis 2007.

## Ausstattung
Neben dem Zugang zum Besucherzentrum ist das aus dem 14. Jahrhundert stammende Dalheimer Kreuz, ein hölzernes Gabelkreuz, zu sehen. Es ging nach der Säkularisation des Dalheimer Zisterzienserinnenklosters 1804 in den Besitz der Kathedrale über. Es wird vor allem bei Krankheiten und Schicksalsschlägen angebetet.
Der große Sakramentsaltar aus Naturstein im linken Seitenschiff wurde 1595 von Peter von Aecken geschaffen. In dem mit drei Türmen geschmückten Altar ist der Tabernakel und ein Bronzekreuz aus geschmolzenen Teilen einer Glocke und der ehemaligen Christophorusskulptur des Turmes zu finden. Darüber in der Mitte befindet sich das letzte Abendmahl und die Apostel Petrus und Paulus. Darüber sehen wir Christkönig und ganz oben Maria.
Oberhalb der Chorbänke aus dem 17. Jahrhundert sind zwei Gemälde zu finden: Die Kreuzabnahme von Jan van Scorel von 1544 und das Bild des Heiligen Honoratus von 1625.
In einer von außen sichtbaren Fensternische ist die größte Reliquie des Heiligen Jakobus (Unterarm) außerhalb seines Grabes. Darüber (im Inneren der Kapelle) befindet sich eine Jakobusfigur aus Kalkstein, 90 cm hoch. Jakobus ist als Pilger mit Bart, Hut, Muschel, Tasche und Stab (nicht mehr vorhanden) dargestellt. Nach wissenschaftlichen Untersuchungen stammt er aus der Champagne (Frankreich) vom späten 15. Jahrhundert. Die Statue war ursprünglich polychromiert, was an vielen Stellen noch erkennbar ist. Sie wurde erst 2005 erworben.
An der Südwand befindet sich das Epitaph der hochverehrten Johanna von Randenraeth von 1884. Ihre Gebeine befinden sich unter der weißen Grabplatte im Boden einige Meter davor. Johanna verstarb 1684 und soll den Sieg der Christen bei der Türkenbelagerung von Wien 1683 vorausgesagt haben. Diese Vision ist im Epitaph dargestellt.

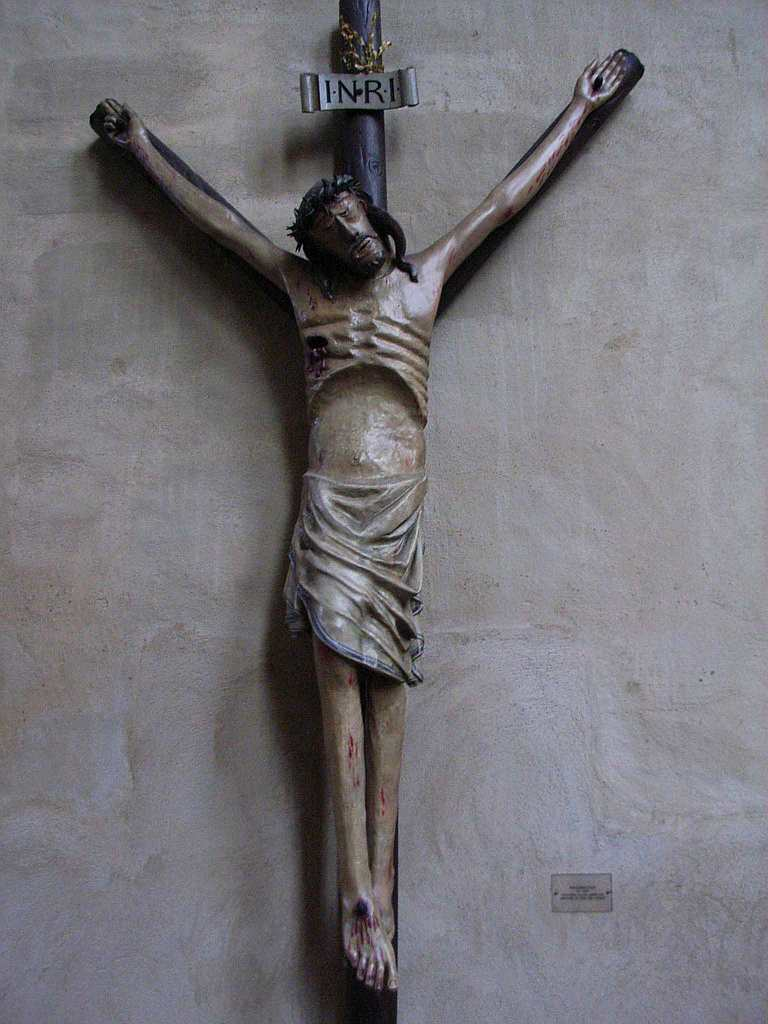
Dalheimer Kreuz
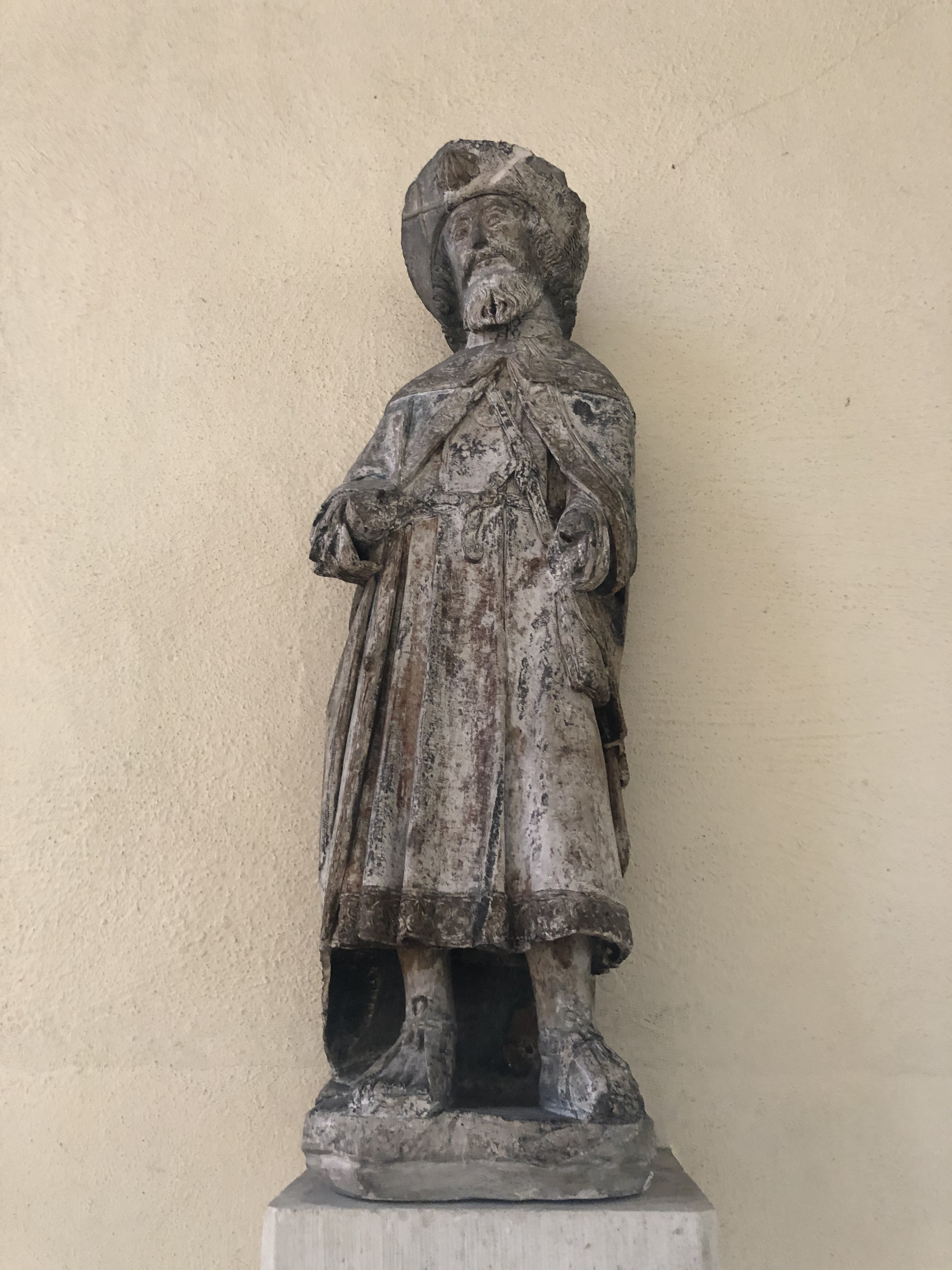
Jakobusstatue (15. Jahrhundert)
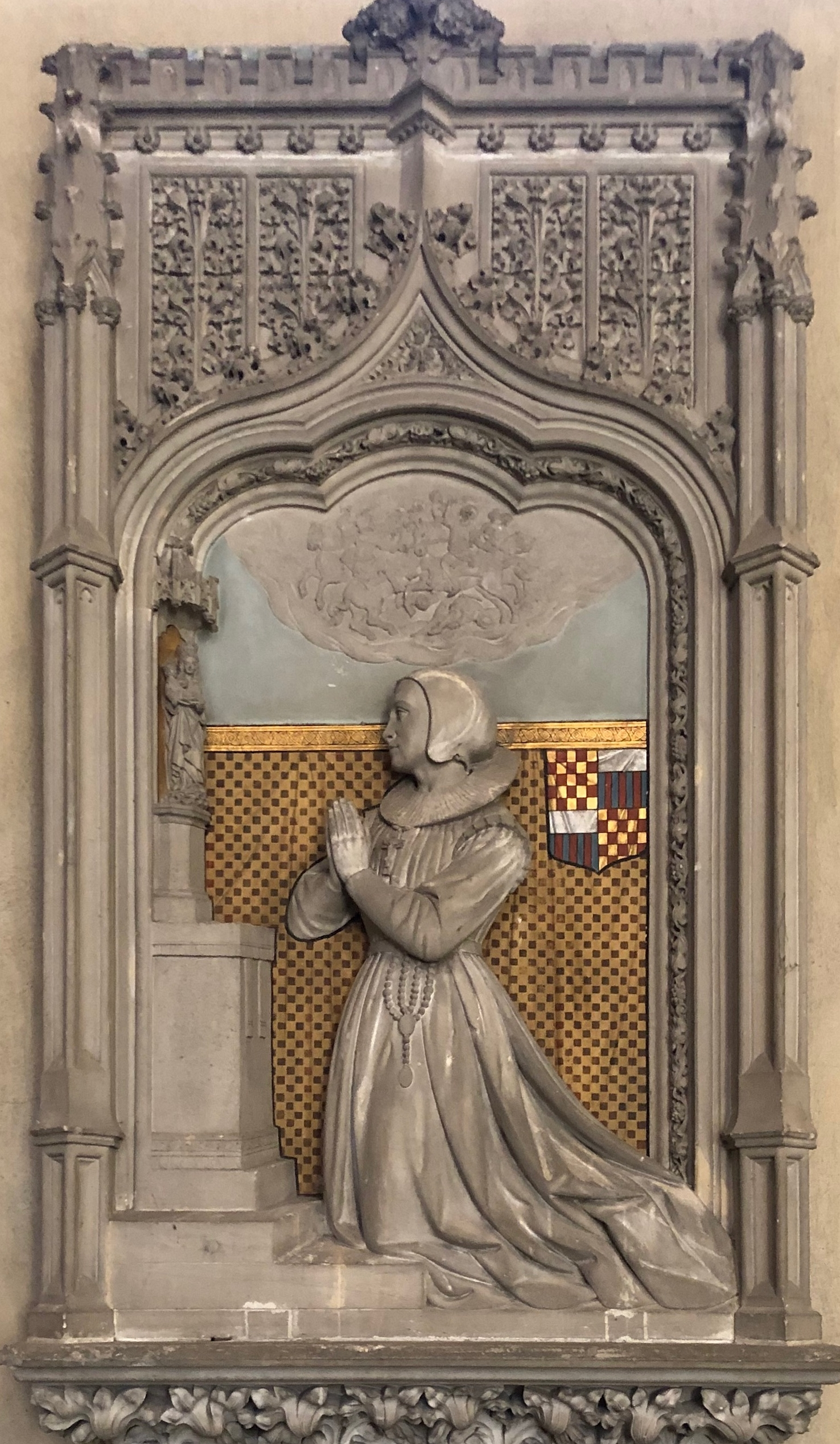
Epitaph der Johanna von Randenraeth

Auf der Spitze des Turms befindet sich eine 3,57 Meter hohe vergoldete Statue des heiligen Christophorus.

## Glocken
Im Turm der Kathedrale hängen fünf Glocken. Die größte Glocke – Maria – wurde 1894 von der Gießerei Petit & Gebr. Edelbrock in Gescher gegossen und wiegt 4612 kg. Die anderen Glocken stammen aus der Glockengießerei Eijsbouts in Asten (Niederlande). Die Daten des gesamten Geläuts sind der folgenden Tabelle zu entnehmen.
| Glocke | Gussjahr | Durchmesser | Schlagton |
| ------ | -------- | ----------- | --------- |
| 1      | 1894     | 1930 mm     | A°        |
| 2      | 1952     | 1450 mm     | cis1      |
| 3      | 1952     | 1230 mm     | e1        |
| 4      | 1952     | 1030 mm     | fis1      |
| 5      | 1957     | 0920 mm     | a1        |

## Orgel
Die Orgel wurde 1957 von der Orgelbaufirma L. Verschueren erbaut. Das Instrument hat 51 klingende Register (zuzüglich einer Transmission in das Pedal auf drei Manualen und Pedal).
| I Hoofdwerk C– |                   |       |
| 1.             | Prestant          | 16′   |
| 2.             | Prestant          | 8′    |
| 3.             | Openfluit         | 8′    |
| 4.             | Nachthoorn Gedekt | 8′    |
| 5.             | Octaaf            | 4′    |
| 6.             | Koppelfluit       | 4′    |
| 7.             | Prestantkwint     | 2 ⁄3′ |
| 8.             | Superoctaaf       | 2′    |
| 9.             | Cornet V          | 8′    |
| 10.            | Mixtuur IV-VI     |       |
| 11.            | Scherp III-IV     |       |
| 12.            | Bombarde          | 16′   |
| 13.            | Trompet           | 8′    |
| 14.            | Schalmei          | 4′    |

| II Zwelwerk C– |               |        |
| 15.            | Roerfluit     | 16′    |
| 16.            | Holpijp       | 8′     |
| 17.            | Salicionaal   | 8′     |
| 18.            | Zweving       | 8′     |
| 19.            | Prestant      | 4′     |
| 20.            | Baarpijp      | 4′     |
| 21.            | Roerkwint     | 2 ⁄3′  |
| 22.            | Zwegel        | 2′     |
| 23.            | Terts         | 1 3⁄5′ |
| 24.            | Mixtuur IV-VI |        |
| 25.            | Cimbel III-IV |        |
| 26.            | Dulciaan      | 16′    |
| 27.            | Trompet harm. | 8′     |
| 28.            | Musette       | 4′     |

| III Kroonwerk C– |               |       |
| 29.              | Bourdon       | 8′    |
| 30.              | Kwintadeen    | 8′    |
| 31.              | Principaal    | 4′    |
| 32.              | Blokfluit     | 4′    |
| 33.              | Spitskwint    | 2 ⁄3′ |
| 34.              | Doublette     | 2′    |
| 35.              | Nachthoorn    | 1′    |
| 36.              | Tertiaan II   |       |
| 37.              | Scherp III-IV |       |
| 38.              | Kromhoorn     | 8′    |
| 39.              | Regaal        | 4′    |

| Pedaal C– |                     |         |
| 40.       | Contrebas           | 16′     |
| 41.       | Subbas              | 16′     |
| 42.       | Zachtbas (= Nr. 29) | 16′     |
| 43.       | Kwintbas            | 10 2⁄3′ |
| 44.       | Octaafbas           | 8′      |
| 45.       | Gedektbas           | 8′      |
| 46.       | Koraalbas           | 4′      |
| 47.       | Fluitbas            | 4′      |
| 48.       | Ruispijp III-IV     |         |
| 49.       | Bazuin              | 16′     |
| 50.       | Trompet             | 8′      |
| 51.       | Klaroen             | 4′      |
| 52.       | Cornet              | 2′      |

- Koppeln: II/I (auch als Sub- und Superoktavkoppel), III/I, III/II, I/P, II/P, III/P (auch als Superoktavkoppel)